# Geschichte einer Liebe – Freya
Geschichte einer Liebe – Freya ist ein Kinodokumentarfilm von Antje Starost und Hans Helmut Grotjahn aus dem Jahr 2016.
Der Film dokumentiert die Lebens- und Liebesgeschichte der Widerstandskämpfer Freya von Moltke und ihrem Mann Helmuth James Graf von Moltke. Schwerpunkt im Film ist weniger das politische Handeln als vielmehr der Briefwechsel, der aufgrund berufsbedingter Trennungen bereits jahrelang gepflegt wurde. 1944 wurde von Moltke verhaftet und in das Gefängnis des KZ Ravensbrück eingeliefert. Ein persönlicher Kontakt des Ehepaares wurde ermöglicht. Nachdem der im Geheimen gegründete Kreisauer Kreis enttarnt wurde, verurteilte das Regime von Moltke zum Tode und verlegte ihn in das Gefängnis nach Berlin-Tegel. Dank eines sympathisierenden Gefängnispfarrers konnte der Briefwechsel aufrechterhalten werden. Dieser endete Anfang 1945, kurz vor der Hinrichtung von Moltkes im Strafgefängnis Plötzensee am 23. Januar 1945.
Die Filmemacher Antje Starost und Hans Helmut Grotjahn interviewten Freya von Moltke 2001 in ihrer Wahlheimat Vermont. Zusammen mit ihrem Sohn Helmuth Caspar von Moltke schilderte sie das Erlebte. Auszüge aus den Briefen, die sich das Paar während der Inhaftierung von Helmuth James von Moltke schrieb, wurden von den Schauspielern Nina Hoss und Ulrich Matthes vorgelesen.
Die deutsche Festivalpremiere fand im Oktober 2016 auf den 50. Hofer Filmtagen statt. Im November 2016 war der Film auf den Biberacher Filmfestspielen zu sehen. Kinopremiere war am 6. April 2017 im Kino Babylon in Berlin.

## Kritiken
Die TAZ sieht eine nicht ganz ideale Besetzung der gewählten Schauspieler für die Stimmen, bewertet aber den Film in sich schlüssig und fesselnd: „Die Energie der Charaktere, die Urteilskraft ihrer Argumente und die hoch emotionale, aber nie sentimentale Gefühlslage schaffen einen starken Sog.“ Die Berliner Webseite IndieKino.de bescheinigt den lesenden Schauspielern Hoss und Matthes eine gute Leistung: „Sie geben dem Dialog eine poetische Tiefe und Intensität, der die starke Beziehung der beiden verstehen lässt.“
Das Kinomagazin Spielfilm.de betrachtet den Film als ein „bewegendes, aufschlussreiches Porträt zweier Regimegegner mit einer lebhaften Authentizität.“ Gleichzeitig mahnt es die aufgrund Finanzierungsprobleme entstandene lange Produktionsdauer zwischen dem Interview 2001 und dem Erscheinungsdatum 2016 an. Kino-Zeit.de bemerkt die Spannung im Film, die durch die Ahnung vom nahenden Tod und die Klarheit über die eigene Situation entstanden ist. Der in den Schriftstücken verwendete Schreibstil wird als „außergewöhnliche Poesie“ beschrieben. Durch die gelungene Vertonung wird keine Umsetzung in ein bewegtes Bild benötigt und die gezeigten leeren Räume und Landschaften ermöglichen die Ausrichtung der Aufmerksamkeit auf die gelesenen Briefe.